# Aleksiej Miranczuk
Aleksiej Andriejewicz Miranczuk (ros. Алексей Андреевич Миранчук, ur. 17 października 1995 w Sławiańsku nad Kubaniem) – rosyjski piłkarz występujący na pozycji pomocnika w amerykańskim klubie Atlanta United FC oraz w reprezentacji Rosji.  
Brat bliźniak Antona Miranczuka, również piłkarza. 

## Kariera klubowa
Swoją karierę piłkarską Miranczuk rozpoczął w klubie Olymp Sławiańsk nad Kubaniem. Następnie trenował w szkółce piłkarskiej Spartaka Moskwa. W 2011 roku podjął treningi w Lokomotiwie Moskwa. W 2013 roku awansował do kadry pierwszej drużyny Lokomotiwu. 20 kwietnia 2013 zadebiutował w Priemjer-Lidze w zremisowanym 0:0 wyjazdowym meczu z Kubaniem Krasnodar. W 86. minucie tego meczu zmienił Maksima Grigorjewa. 5 maja 2013 strzelił swojego pierwszego gola w lidze rosyjskiej, w wygranym 4:2 wyjazdowym meczu z Amkarem Perm. Z Lokomotiwem trzykrotnie zdobył Puchar Rosji, a w 2018 sięgnął po mistrzostwo. 
W 2020 przeniósł się do włoskiej Atalanty BC..
| Sezon   | Klub             | Kraj   | Rozgrywki     | Mecze | Bramki |
| ------- | ---------------- | ------ | ------------- | ----- | ------ |
| 2012/13 | Lokomotiw Moskwa | Rosja  | Priemjer-Liga | 6     | 1      |
| 2013/14 | Lokomotiw Moskwa | Rosja  | Priemjer-Liga | 8     | 1      |
| 2014/15 | Lokomotiw Moskwa | Rosja  | Priemjer-Liga | 17    | 1      |
| 2015/16 | Lokomotiw Moskwa | Rosja  | Priemjer-Liga | 27    | 2      |
| 2016/17 | Lokomotiw Moskwa | Rosja  | Priemjer-Liga | 29    | 3      |
| 2017/18 | Lokomotiw Moskwa | Rosja  | Priemjer-Liga | 30    | 7      |
| 2018/19 | Lokomotiw Moskwa | Rosja  | Priemjer-Liga | 30    | 3      |
| 2019/20 | Lokomotiw Moskwa | Rosja  | Priemjer-Liga | 27    | 12     |
| 2020/21 | Lokomotiw Moskwa | Rosja  | Priemjer-Liga | 4     | 2      |
| 2020/21 | Atalanta BC      | Włochy | Serie A       | 25    | 4      |

## Kariera reprezentacyjna
Aleksiej Miranczuk grał w młodzieżowych reprezentacjach Rosji. W dorosłej reprezentacji Rosji zadebiutował 7 czerwca 2015 roku w wygranym 4–2 towarzyskim meczu przeciwko reprezentacji Białorusi, rozegranym w Chimki. W 71. minucie tego meczu zmienił Jurija Żyrkowa, a w 83. minucie strzelił debiutanckiego gola w reprezentacji narodowej.